# Rów Portorykański

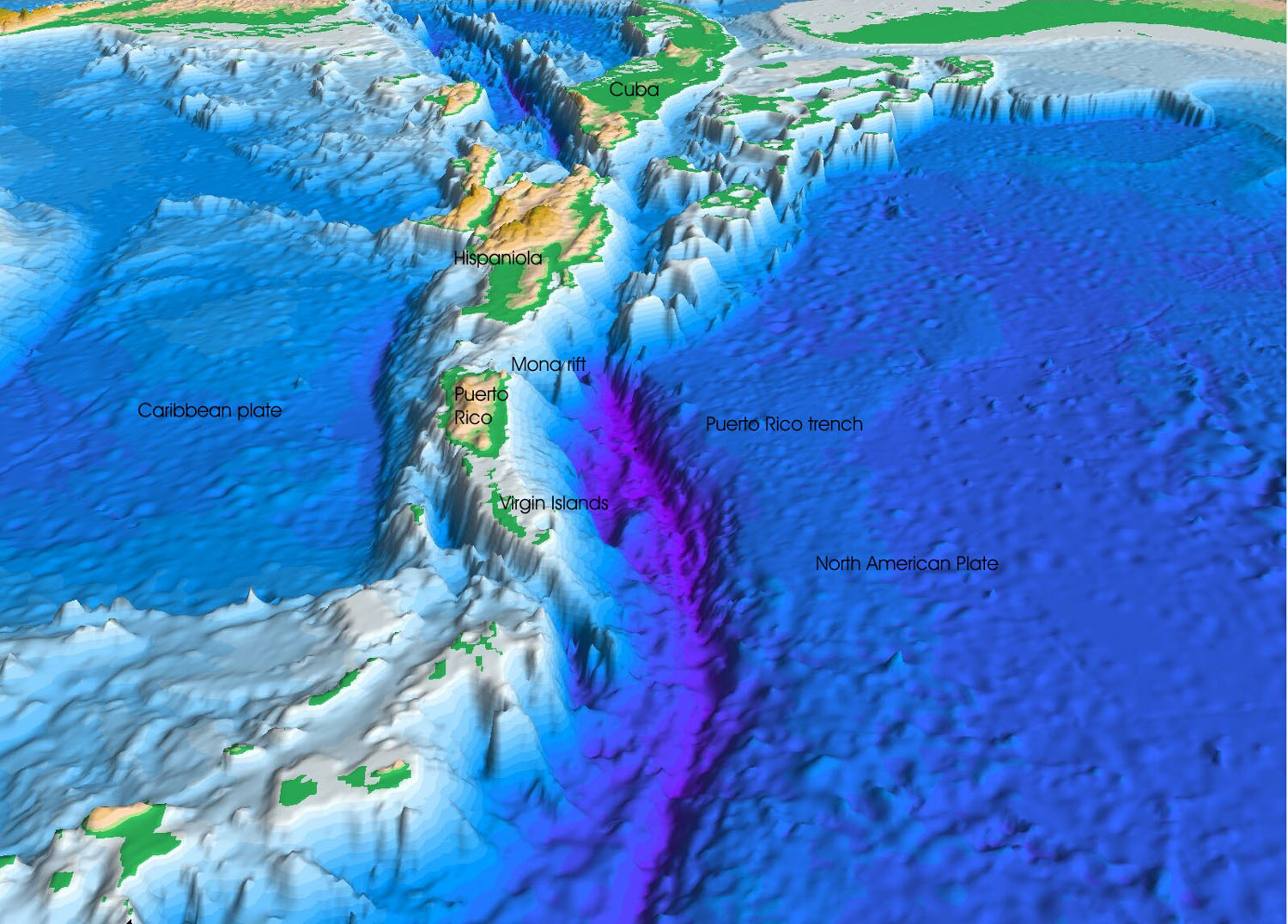
Rów Portorykański zaznaczono na fioletowo

Rów Portorykański – rów oceaniczny, znajdujący się w zachodniej części Oceanu Atlantyckiego. Rozciąga się wzdłuż północnych brzegów Antyli na długości ok. 1550 km i szerokości 120 km. Jego głębokość wynosi 9219 m (Głębia Milwaukee). Jest najgłębszym rowem w Atlantyku.